# 'Ndrina Mazzagatti
I Mazzagatti sono una 'ndrina di Oppido Mamertina alleata dei Polimeni e dei Bonarrigo.

## Storia

### Anni '70
Dagli anni '70 il capobastone Giuseppe Mazzagatti entra nell'affare del cemento e grazie ai suoi contatti Cosimo Polimeni, Rocco e Giuseppe Ferraro e al suo stesso nome riesce ad imporsi nel mercato cementizio dell'area.
Nel 1980 lui e il fratello Carmelo vengono condannati per estorsione nei confronti di alcuni autotrasportatori.
Successivamente, per incrementare la sua attività, stringe legami anche con Girolamo Piromalli, avrebbe quindi costretto gli autotrasportatori affiliati a Italcementi a rivolgersi a lui per la fornitura del materiale destinato alla superstrada Rosarno-Gioiosa Jonica.

### Anni '90 - La faida di Oppido
Dal 1992 al 1998 i Mazzagatti-Polimeni-Bonarrigo sono in faida con i Ferraro-Raccosta. Dal 2011 sembra riesplosa la faida tra le due consorterie e questa volta sarebbero stati coinvolti anche i Mammoliti a favore di questi ultimi. Con la conclusione dell'operazione Erinni delle forze dell'ordine a fine 2013 potrebbe essersi conclusa anche questa seconda escalation di violenza.

### Anni 2000 - L'inchino durante la festa della Madonna delle Grazie
Il 24 luglio 2007 i carabinieri e la Guardia di Finanza sequestrano a presunti esponenti dei Mazzagatti beni dal valore di 120 milioni di euro in tutta la Calabria e a Bergamo che gestivano un'impresa cementizia che era egemone nella piana di Gioia Tauro e con alleanze con alcune cosche catanzaresi anche nell'area di Catanzaro. A capo della consorteria Giuseppe Mazzagatti.

## Esponenti di spicco
- Giuseppe Mazzagatti (1932), arrestato e condannato all'ergastolo ai domiciliari per problemi di salute.
- Rocco Mazzagatti